# Eunseo
Son Ju-yeon (coréen : 손주연), ou Eunseo (은서), née le 27 mai 1998 à Incheon en Corée du sud, est une chanteuse et danseuse du girl group sud-coréano-chinois Cosmic Girls. Elle est également membre de la "Joy Unit", un de ses sous-groupes et de Y Teen, un groupe qu'elle compose avec SeolA, Dayoung, Exy, Soobin, Cheng Xiao, Yeoreum et les MONSTA X.

## Biographie
Eunseo est née dans le district de Bupyeong-gu, à Incheon en Corée du Sud mais à 6 ans, elle déménage à Bucheon avec sa famille. À l'école élémentaire, elle change ses nom et prénom de Son Mijeong à Son Ju-yeon. Elle a étudié à Bumbak Elementary School, à Bucheon Ilsin Middle School, à l'université Sungkyunkwan puis à School of Performing Arts Seoul.

## Carrière

### Pré-débuts
Avant de rejoindre Starship Entertainment, Eunseo était stagiaire à Pledis Entertainment après être finaliste de Happy Pledis 2011. Elle quitte finalement l'agence pour devenir stagiaire à Starship Entertainement pendant 3 ans.
En 2015, elle apparait dans le clip vidéo Rush de MONSTA X.

### 2015-présent: Cosmic Girls et activités solos
Eunseo est annoncée en tant que membre de Cosmic Girls le 17 décembre 2015. Le groupe publie le 25 février 2016 son premier EP Would you Like?
En 2016, Eunseo apparait dans le clip vidéo Whatever de Yoo Seung-woo.

## Filmographie

### Séries télévisées
| Année | Titre              | Rôle         | Réseau | Ref.  |
| ----- | ------------------ | ------------ | ------ | ----- |
| 2017  | Chicago Typewriter | Elle-même    | TVN    | [ 6 ] |
| 2020  | School 2020        | Lee Yoo Jung | KBS2   | [ 7 ] |

### Émissions
| Année | Titre                                                  | Titre original                                              | Réseau       | Notes                                   |
| ----- | ------------------------------------------------------ | ----------------------------------------------------------- | ------------ | --------------------------------------- |
| 2015  | Knowing Bros                                           | 아는형님                                                    | JTBC         | Invitée aux épisodes 16 et 59           |
| 2016  | UZZU TAPE                                              | 우쭈테잎                                                    | -            | Membre régulière                        |
| 2016  | Would You Like Girls: My Cosmic Diary                  | 우주 LIKE 소녀                                              | MBC          | Membre régulière                        |
| 2016  | Battle Trip                                            | 배틀 트립                                                   | JTBC         | Invitée à l'épisode 73                  |
| 2016  | Vocal War: God's Voice                                 | 보컬 전쟁: 신의 목소리                                      | TV-Joseon    | Invitée aux épisodes 3 et 4             |
| 2016  | Idol Party: Under The Sky Without a Mother             | 아이돌잔치                                                  | TV-Joseon    | Invitée à l'épisode 9                   |
| 2016  | Yang and Nam Show                                      | 양남자쇼                                                    | Mnet         | Invitée à l'épisode 6                   |
| 2016  | 2016 Idol Star Olympics Championships Chuseok Special  | 추석특집 2016 아이돌스타 육상 리듬체조 풋살 양궁 선수권대회 | MBC          | Membre régulière                        |
| 2016  | Lipstick Prince: Season 1                              | 립스틱 프린스                                               | OnStyle      | Invitée à l'épisode 12                  |
| 2017  | K-RUSH                                                 | KBS World Idol Show K-RUSH                                  | KBS World    | Invitée à l'épisode 15                  |
| 2017  | We Like Zines!                                         | 냄비받침                                                    | KBS2         | Invitée à l'épisode 6                   |
| 2017  | WJSN - WuSoBoShow                                      | 우소보쇼                                                    | -            | Membre régulière                        |
| 2018  | Two Yoo Project Sugar Man: Season 2                    | 투유 프로젝트 - 슈가맨 2                                    | JTBC         | Invitée à l'épisode 8                   |
| 2018  | Super TV: Season 1                                     | 슈퍼TV                                                      | XtvN et tvN. | Invitée aux épisodes 11 et 12           |
| 2018  | K-RUSH: Season 3                                       | KBS World Idol Show K-RUSH Season 3                         | KBS World    | Invitée à l'épisode 33                  |
| 2018  | Idol League: Season 1                                  | 아이돌 리그                                                 | -            | Invitée à l'épisode 32                  |
| 2018  | Idol Room                                              | 아이돌룸                                                    | JTBC         | Invitée aux épisodes 21 et 84           |
| 2018  | Idol Radio                                             | 아이돌라디오                                                | MBC Radio    | Invitée aux épisodes 14, 99, 246 et 420 |
| 2018  | 2018 Idol Star Athletics Championships Chuseok Special | 2018 아이돌스타 육상 볼링 양궁 리듬 체조 족구 선수권 대회   | MBC          | Membre régulière                        |
| 2018  | A Song For You 5                                       | A Song For You 5                                            | KBS World    | Invitée à l'épisode 2                   |
| 2018  | Real men 300                                           | 진짜사나이 300                                              | MBC          | Invitée à l'épisode 9                   |
| 2018  | Hidden Singer: Season 5                                | 히든 싱어 5                                                 | JTBC         | Invitée à l'épisode 4                   |
| 2019  | 2019 Idol Star Athletics Championships                 | 2019아이돌스타 육상 볼링 양궁 리듬 체조 족구 선수권 대회    | MBC          | Membre régulière                        |
| 2019  | Run.wav                                                | 런웨이브                                                    | JTBC         | Invitée à l'épisode 2                   |
| 2019  | Hidden Track                                           | 히든트랙                                                    | -            | Invitée à l'épisode 6                   |
| 2019  | 2019 Idol Star Athletics Championships Chuseok Special | 2019 추석특집 아이돌스타 선수권대회                         | MBC          | Membre régulière                        |
| 2019  | SKY Muscle                                             | SKY 머슬                                                    | JTBC         | Présentatrice                           |
| 2020  | 2020 Idol Star Athletics Championships                 | 설특집 2020 아이돌스타 선수권대회                           | MBC          | Membre régulière                        |

### Clips vidéos
| Année | Titre          | Artiste       |
| ----- | -------------- | ------------- |
| 2015  | Happy New Year | UNIQ          |
| 2015  | Rush           | MONSTA X      |
| 2016  | Whatever       | Yoo Seung-woo |